# Petronilla Angelica Foelen
Petronilla Angelica Foelen (Tienen, 1 oktober 1781 - Antwerpen, 29 mei 1853) was een edelsmid uit Antwerpen.

## Levensloop
De uit Tienen afkomstige Petronilla Foelen trouwde met de Antwerpse zilversmid Joannes Franciscus Thomassen (1776-1822). Na het overlijden van haar echtgenoot in 1822 nam Foelen het atelier over. Zowel op de insculpatieplaat als in een lijst met Antwerpse edelsmeden uit de periode 1815-1889 wordt Petronilla Foelen vermeld als weduwe van J.F. Thomassen. 
Haar zoon Thomas Franciscus Thomassen (1781-1853) volgde Foelen op in 1834. Op 29 mei 1853 overleed Foelen in Antwerpen. 

## Werken

### Suikerstrooilepel
Tussen 1815 en 1832 vervaardigde Foelen een zilveren suikerstrooilepel. In 2007 werd het object opgenomen in de collectie van het DIVA-museum in Antwerpen via de schenking van Albert en Cecile Maesen - Claessens - Peré, Anne-Marie.